# Salvador Rangel Mendoza
Salvador Rangel Mendoza OFM (* 28. April 1946 in Tepalcatepec) ist ein mexikanischer Ordensgeistlicher und emeritierter römisch-katholischer Bischof von Chilpancingo-Chilapa.

## Leben
Salvador Rangel Mendoza trat in die Ordensgemeinschaft der Franziskaner ein und empfing am 28. Juni 1974 das Sakrament der Priesterweihe.
Am 12. März 2009 ernannte ihn Papst Benedikt XVI. zum Bischof von Huejutla. Der Erzbischof von Morelia, Alberto Suárez Inda, spendete ihm am 5. Juni desselben Jahres die Bischofsweihe; Mitkonsekratoren waren der Apostolische Nuntius in Mexiko, Erzbischof Christophe Pierre, und der emeritierte Bischof von Huejutla, Salvador Martínez Pérez.
Papst Franziskus bestellte ihn am 20. Juni 2015 zum Bischof von Chilpancingo-Chilapa. Vom 28. Oktober 2017 bis zum 9. Juli 2019 war er während der Sedisvakanz zusätzlich Apostolischer Administrator von Ciudad Altamirano.
Am 11. Februar 2022 nahm Papst Franziskus das von Salvador Rangel Mendoza aus Altersgründen vorgebrachte Rücktrittsgesuch an.